# خانه مهمیانی
خانه مهمیانی مربوط به اواخر دوره قاجار است و در گمیش تپه، خیابان پاسداران واقع شده و این اثر در تاریخ ۱۶ دی ۱۳۸۷ با شمارهٔ ثبت ۲۴۴۶۸ به‌عنوان یکی از آثار ملی ایران به ثبت رسیده است.